# Lijst van rijksmonumenten in Rhoon
De plaats Rhoon telt 25 inschrijvingen in het rijksmonumentenregister. Hieronder een overzicht.
| Object | Oorspronkelijke functie? | Bouwjaar                                          | Architect | Locatie            | Coördinaten?                  | Nr.?   | Afbeelding |
| --- | ------------------------ | ------------------------------------------------- | --------- | ------------------ | ----------------------------- | ------ | --- |
| Sint Willibrord | Kerk en kerkonderdeel    | 15e eeuw (ingebruikname)                          |           | Dorpsdijk 65       | 51° 51' 37" NB, 4° 25' 5" OL  | 32451  | Meer afbeeldingen |
| Toren Sint Willibrord | Kerk en kerkonderdeel    | ca. 1430 1766 (herbouwd) 1905 (hersteld na brand) |           | Dorpsdijk 65       | 51° 51' 37" NB, 4° 25' 5" OL  | 32466  | Meer afbeeldingen |
| Witgepleisterd huis van beganegrond met hoog schilddak. Zesruitsschuiframen met gegroefde middenstijlen. Schuur onder een dak met er naast het woonhuis | Boerderij                | eerste helft 19e eeuw                             |           | Dorpsdijk 16       | 51° 51' 42" NB, 4° 24' 60" OL | 32467  | Witgepleisterd huis van beganegrond met hoog schilddak. Zesruitsschuiframen met gegroefde middenstijlen. Schuur onder een dak met er naast het woonhuis |
| Pand met ingezwenkte, IJsselstenen gevel met rechte lijst. Originele deur met gietijzeren bovenlicht in omlijsting van pilasters en hoofdgestel. Zesruitsschuiframen | Woonhuis                 | 1864                                              |           | Dorpsdijk 28       | 51° 51' 40" NB, 4° 25' 2" OL  | 32468  | Pand met ingezwenkte, IJsselstenen gevel met rechte lijst. Originele deur met gietijzeren bovenlicht in omlijsting van pilasters en hoofdgestel. Zesruitsschuiframen |
| Voormalig rechthuis. Huis van begane grond onder een hoog schilddak met het nr. 38. IJsselstenen gevel met rode strekken boven de vensters. Ingang in omlijsting van verdiepte pilasters met hoofdgestel. Mooi gesneden Lod. XVI deur. Vensters met twaalfruitsschuiframen, staafankers | Gerechtsgebouw           | laatste kwart 18e eeuw                            |           | Dorpsdijk 36       | 51° 51' 39" NB, 4° 25' 2" OL  | 32469  | Meer afbeeldingen |
| Voormalig rechthuis. Huis van begane grond onder een hoog schilddak met de nrs 32-34-36. IJsselstenen gevel met rode strekken boven de vensters. Ingang in omlijsting van verdiepte pilasters met hoofdgestel. Vensters met twaalfruitsschuiframen, staafankers                         | Gerechtsgebouw           | laatste kwart 18e eeuw                            |           | Dorpsdijk 38       | 51° 51' 38" NB, 4° 25' 2" OL  | 32470  | Voormalig rechthuis. Huis van begane grond onder een hoog schilddak met de nrs 32-34-36. IJsselstenen gevel met rode strekken boven de vensters. Ingang in omlijsting van verdiepte pilasters met hoofdgestel. Vensters met twaalfruitsschuiframen, staafankers                         |
| Huis te Pendrecht | Woonhuis                 | 1625                                              |           | Dorpsdijk 42       | 51° 51' 37" NB, 4° 25' 3" OL  | 32471  | Meer afbeeldingen |
| Berkenhof. Niet onaardig herenhuis | Woonhuis                 | 1872                                              |           | Dorpsdijk 57       | 51° 51' 44" NB, 4° 24' 60" OL | 32472  | Berkenhof. Niet onaardig herenhuis |
| Kasteel Rhoon | Kasteel, buitenplaats    | Late middeleeuwen                                 |           | Dorpsdijk 63       | 51° 51' 40" NB, 4° 25' 7" OL  | 32473  | Meer afbeeldingen |
| Hoeve met IJsselstenen woongedeelte onder afgewolfd zadeldak. Gepleisterde, ingezwenkte gevel onder kroonlijst; opkamer waaronder kelder. Vensters met luiken en twaalfruitsschuiframen. Schuur onder strodak en met puntgevel aan de achterzijde                                       | Boerderij                | ca. 1800?                                         |           | Molendijk 7        | 51° 51' 28" NB, 4° 25' 30" OL | 32474  | Meer afbeeldingen |
| Hoeve Johanna | Boerderij                | ca. 1800?                                         |           | Oudeweg 4          | 51° 51' 6" NB, 4° 27' 21" OL  | 32475  | Hoeve Johanna |
| Boerderij "Portland". Middenlangsdeeltype. Fraaie monumentale puntgevel | Boerderij                | 18e eeuw                                          |           | Veerweg 3          | 51° 50' 39" NB, 4° 27' 53" OL | 32476  | Meer afbeeldingen |
| Rheesteyn | Boerderij                | 1701/1727                                         |           | Het Weegje 17      | 51° 51' 3" NB, 4° 28' 44" OL  | 32477  | Meer afbeeldingen |
| Vrijwel gaaf bewaarde, kapitale hoeve. IJsselstenen woonhuis, met de schuur een geknikte plattegrond vormend. Aan de linker zijgevel een uitbouw met puntgevel. Vensters met schuiframen in negenruits- en kleinere roedeverdeling. Strodaken. In de zijgevel van de schuur inrijdeuren | Boerderij                | 1799 (jaarankers)                                 |           | Werkersdijk 25     | 51° 51' 19" NB, 4° 25' 0" OL  | 32478  | Vrijwel gaaf bewaarde, kapitale hoeve. IJsselstenen woonhuis, met de schuur een geknikte plattegrond vormend. Aan de linker zijgevel een uitbouw met puntgevel. Vensters met schuiframen in negenruits- en kleinere roedeverdeling. Strodaken. In de zijgevel van de schuur inrijdeuren |
| Terrein waarin overblijfselen van het kasteel Rhoon | Archeologisch monument   | middeleeuwen                                      |           |                    | 51° 51' 43" NB, 4° 25' 23" OL | 45943  | Upload foto |
| Boerderij van het type Vlaamse schuur met zijlangsdeel en woonhuis in het verlengde van de schuur, gebouwd in Ambachtelijk-traditionele bouwtrant van het boerderijcomplex ten oosten van de Rijsdijk                                                                                   | Boerderij                | 1868                                              |           | Rijsdijk 104       | 51° 51' 35" NB, 4° 26' 50" OL | 521923 | Upload foto |
| Wagenschuur gebouwd in een sobere, aan de Chaletstijl verwante bouwstijl en behorende bij het boerderijcomplex ten oosten van de Rijsdijk te Rhoon. De wagenschuur bevindt zich ten zuiden van de toegangsweg, die het erf in tweeën deelt                                              | Boerderij                | ca. 1910                                          |           | Rijsdijk bij 104   | 51° 51' 35" NB, 4° 26' 50" OL | 521924 | Upload foto |
| Kleine kas voor de teelt van groente, behorende bij het boerderijcomplex ten oosten van de Rijsdijk te Rhoon | Boerderij                | 1925-1950                                         |           | Rijsdijk bij 104   | 51° 51' 35" NB, 4° 26' 50" OL | 521925 | Upload foto |
| Siertuin met twee bruggetjes, behorende bij het boerderijcomplex ten oosten van de Rijsdijk te Rhoon, aangelegd in Traditioneel-inheemse tuinstijl | Tuin, park en plantsoen  | ca. 1868                                          |           | Rijsdijk bij 104   | 51° 51' 38" NB, 4° 26' 55" OL | 521926 | Upload foto |
| Toegangshek, behorende bij het agrarisch complex ten oosten van de Rijsdijk te Rhoon. Het toegangshek is rijk gedecoreerd en ongewijzigd op de oorspronkelijke plaats bewaard gebleven                                                                                                  | Erfscheiding             | ca. 1868                                          |           | Rijsdijk bij 104   | 51° 51' 38" NB, 4° 26' 55" OL | 521927 | Upload foto |
| Boerderij van het type Vlaamse schuur behorende tot het boerderijcomplex aan de westzijde van de Rijsdijk te Rhoon, gebouwd in Ambachtelijk-traditionele trant. Het gebouw is in meerdere fasen gerealiseerd                                                                            | Boerderij                | 1800-1850                                         |           | Rijsdijk 109       | 51° 51' 38" NB, 4° 26' 43" OL | 521929 | Boerderij van het type Vlaamse schuur behorende tot het boerderijcomplex aan de westzijde van de Rijsdijk te Rhoon, gebouwd in Ambachtelijk-traditionele trant. Het gebouw is in meerdere fasen gerealiseerd                                                                            |
| Wagenschuur, behorende bij het boerderijcomplex aan de westzijde van de Rijsdijk te Rhoon | Boerderij                | ca. 1900                                          |           | Rijsdijk bij 109   | 51° 51' 38" NB, 4° 26' 43" OL | 521930 | Upload foto |
| De houten schuur, behorende tot het boerderijcomplex aan de westzijde van de Rijsdijk te Rhoon, is een voorbeeld van een boerenschuur in Ambachtelijk-traditionele bouwtrant | Boerderij                | ca. 1900                                          |           | Rijsdijk bij 109   | 51° 51' 38" NB, 4° 26' 43" OL | 521931 | Upload foto |
| Hekwerk met toegangshek, behorende bij het boerderijcomplex ten westen van de Rijsdijk te Rhoon. Het ijzeren hekwerk vormt de omheining van het erf | Erfscheiding             | 1800-1900                                         |           | Rijsdijk bij 109   | 51° 51' 37" NB, 4° 26' 43" OL | 521933 | Upload foto |
| De Werckershoeve: wagenschuur | Boerderij                | 18e eeuw (oorsprong)                              |           | Werkersdijk bij 25 | 51° 51' 19" NB, 4° 24' 59" OL | 528150 | Meer afbeeldingen |